# Famille Lotter

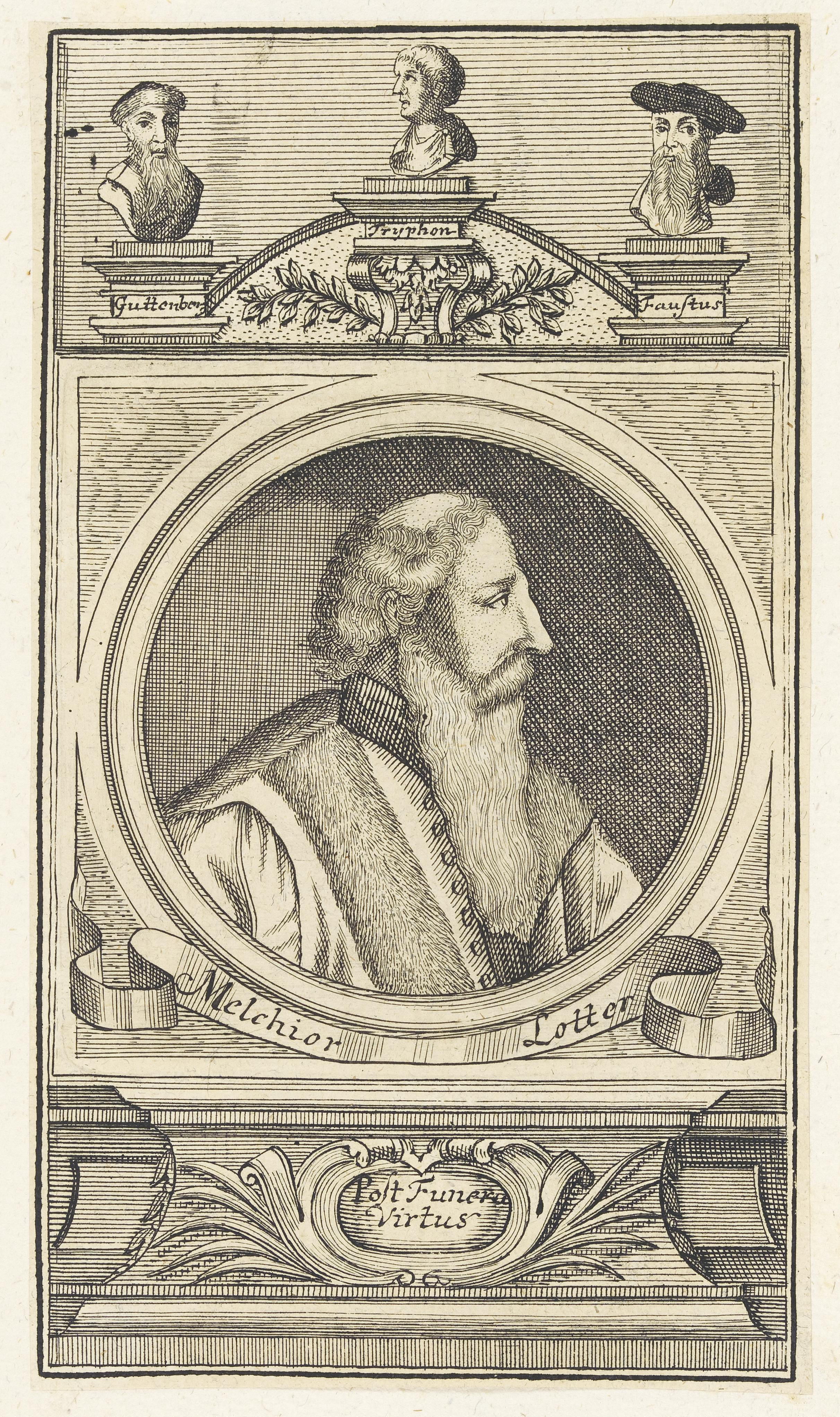
Portrait de Melchior Lotter l'Aîné, gravure sur cuivre publiée en 1740.

La famille Lotter est une famille d'imprimeurs et de graveurs allemands qui a lié son sort avec celui du mouvement de la Réforme au début du XVIe siècle ; elle est en activité jusqu'au XIXe siècle.
Le fondateur de la dynastie, Melchior Lotter l'Aîné (de), né en 1470 à Aue, est actif  à Leipzig à partir de 1491 ; son fils Melchior Lotter le Jeune (de) (vers 1490-1542) s'installe à Wittemberg à partir de 1517 à la demande de Martin Luther, avec comme marque d'imprimeur le serpent d'airain ; il travaille avec Luther, ce dernier participant au travail d'imprimerie (correction des épreuves, choix des caractères, illustration des pages de titre).
Le second fils de Melchior l'Aîné, Michael Lotter (de) (vers 1499 - après 1556), continue l'entreprise familiale, à Leipzig et à Magdebourg.

## Quelques membres
- Matthieu Albert Lotter (1741-1810), cartographe et graveur.